# Mama Africa
A Mama Afrika Miriam Makeba dél-afrikai énekesnő beceneve is.
A Mama Africa Peter Tosh 1983-ban megjelent reggae-lemeze.

## Számok
1. Mama Africa
2. Glasshouse
3. Not Gonna Give Up
4. Stop That Train
5. Johnny B. Goode
6. Where You Gonna Run
7. Peace Treaty
8. Feel No Way
9. Maga Dog

## Külső hivatkozások
- https://web.archive.org/web/20071017230125/http://roots-archives.com/release/3148